# Susan Francia
Susan Francia (in ungherese: Zsuzsanna Francia; Seghedino, 8 novembre 1982) è una canottiera ungherese naturalizzata statunitense.

## Biografia
Laureata all'università della Pennsylvania, è figlia della scienziata ungherese naturalizzata statunitense Katalin Karikó, vincitrice del Premio Nobel per la medicina 2023.
Ha vinto la medaglia d'oro nell'8 con alle Olimpiadi di Pechino 2008 e si è riconfermata a Londra 2012.

## Palmarès
- Olimpiadi

Pechino 2008: oro nell'8 con.
Londra 2012: oro nell'8 con.
- Campionati del mondo di canottaggio

2006 - Eton: oro nell'8 con.
2007 - Monaco di Baviera: oro nell'8 con.
2009 - Poznań: oro nell'8 con.
2009 - Poznań: oro nel 2 senza.
2010 - Cambridge: bronzo nel 2 senza.
2011 - Bled: oro nell'8 con.
2014 - Amsterdam: argento nel 4 senza.